# Ганс фон Фреден
Ганс фон Фреден (нім. Hans von Freden; 18 березня 1892, Берлін — 30 жовтня 1919, Штеттін) — німецький льотчик-ас, лейтенант Прусської армії.

## Біографія
19 жовтня 1914 року записався добровольцем у 18-й польовий артилерійський полк, де служив каноніром. Брав участь у битві під Суассоном. У березні 1915 року отримав звання віцевахмістра. 30 липня 1915 року був проведений в офіцери. Незабаром після цього через запалення суглобів потрапив до шпиталю, де перебував до грудня 1915 року. Його клопотання про переведення в авіацію не було задоволене, тому в січні 1916 року Фреден прийняв командування над 64-м зенітним взводом у Бельгії, пізніше перейшов у 20-й зенітний взвод у Верхньому Ельзасі.
У травні 1916 року його повторне клопотання про переведення в авіацію було задоволено. Закінчивши курси підготовки спостерігачів у Ютербозі, Фреден вступив у 48-й польовий льотний дивізіон, який 2 серпня 1916 року реорганізований в 10-й льотний дивізіон. 24 серпня 1916 року був поранений шрапнеллю в ліву ногу. В червні 1917 року пройшов підготовку пілота і 27 листопада був направлений на Італійський фронт в 1-шу винищувальну ескадрилью. 8 березня 1918 року переведений у 72-гу винищувальну ескадрилью у Францію. 26 березня 1918 року повернувся в 1-шу винищувальну ескадрилью, яка напередодні була переведена на Західний фронт. Пізніше перейшов у 50-ту винищувальну ескадрилью, над якою прийняв командування 11 червня 1918 року. Всього за час бойових дій здобув 20 перемог.
Після закінчення війни служив у поліції Штеттіна. Помер від іспанського грипу.

## Нагороди
- Залізний хрест 2-го і 1-го класу
- Нагрудний знак військового пілота (Пруссія)
- Королівський орден дому Гогенцоллернів, лицарський хрест з мечами (20 вересня 1918)

Був представлений до ордена Pour le Mérite, проте через завершення війни не отримав нагороду.